# Campeonato Uruguaio de Futebol de 1969
O Campeonato Uruguaio de Futebol de 1969 foi a 38ª edição da era profissional do Campeonato Uruguaio. O campeão foi o Nacional.

## Classificação[2]
| Pos | Equipe         | Pts | J  | V  | E | D  | GP | GC | SG  |
| --- | -------------- | --- | -- | -- | - | -- | -- | -- | --- |
| 1°  | Nacional       | 36  | 20 | 16 | 4 | 0  | 47 | 8  | 39  |
| 2°  | Peñarol        | 30  | 20 | 12 | 6 | 2  | 33 | 12 | 21  |
| 3°  | Bella Vista    | 23  | 20 | 9  | 5 | 6  | 25 | 15 | 10  |
| 4°  | Racing         | 21  | 20 | 7  | 7 | 6  | 25 | 25 | 0   |
| 5°  | Sud América    | 20  | 20 | 7  | 6 | 7  | 25 | 20 | 5   |
| 6°  | River Plate    | 20  | 20 | 6  | 8 | 6  | 24 | 28 | -4  |
| 7°  | Cerro          | 16  | 20 | 5  | 6 | 9  | 12 | 20 | -8  |
| 8°  | Defensor       | 15  | 20 | 4  | 7 | 9  | 13 | 30 | -17 |
| 9°  | Rampla Juniors | 14  | 20 | 3  | 8 | 9  | 17 | 35 | -18 |
| 10° | Liverpool      | 14  | 20 | 4  | 6 | 10 | 15 | 25 | -10 |
| 11° | Danubio        | 11  | 20 | 3  | 5 | 12 | 16 | 34 | -18 |

|  | Campeão e classificado à Libertadores de 1970. |
|  | Classificado à Libertadores de 1970.           |
|  | Rebaixado à Segunda Divisão.                   |

Promovido para a próxima temporada: Huracán Buceo.
| Campeonato Uruguaio de 1969   |
| ----------------------------- |
| Nacional Campeão (28º título) |